# 潭溪镇 (泸溪县)
潭溪镇，是中华人民共和国湖南省湘西土家族苗族自治州泸溪县下辖的一个乡镇级行政单位。

## 行政区划
潭溪镇下辖以下地区：
潭溪社区、兴隆寨村、盘古岩村、朱雀洞村、下都村、新寨坪村、小陂流村、大陂流村、楠木冲村、且己村、松柏潭村和小能溪村。